# José Semedo (Fußballspieler, 1979)
Jose Filipe Correira Semedo (* 26. Dezember 1979 in Lissabon) ist ein ehemaliger kapverdischer Fußballspieler, der in Portugal geboren wurde.

## Karriere

### Verein
Semedo begann seine Karriere beim FC Barreirense, wechselte aber bald in unteren Ligen zu Vereinen wie CF Benfica und FC Odivelas. Nachdem er 2007/08 eine hervorragende Saison spielte (16 Tore in 26 Spielen), weckte er das Interesse vom FC Rio Ave, wohin er auch am Ende der Saison wechselte. Sein erstes Spiel für den Rio Ave FC war sofort ein Topspiel. Man holte ein 1:1-Unentschieden gegen Sporting Lissabon.
Im Januar 2009 wechselte er nach Zypern zu APOP Kinyras Peyias. Die Zyprioten sicherten sich in der Saison mehrere Dienste von portugiesischen Spielern. Nach 26 Toren in 36 Spielen in der Zeit zwischen 2009 und 2010 wechselte Semedo im Juli 2010 zum Ligakonkurrenten Apollon Limassol. Eine Saison später wechselte er zu Enosis Neon Paralimni. Doch auch dort blieb Semedo nur eine Saison, ehe er zu Nea Salamis Famagusta wechselte. Von dort wurde er zum Jahreswechsel 2012/13 ebenfalls entlassen und fand erst wieder Anfang September 2009 wieder einen neuen Verein, als er sich dem albanischen Erstligisten KF Tirana anschloss, bei dem er schließlich bis Ende Januar 2014 unter Vertrag stand und dann erneut vereinslos wurde. Daraufhin schloss er sich dem zyprischen Zweitligisten Omonia Aradippou an, ehe er zur Saison 2014/15 nach Portugal zu SU 1º Dezembro wechselte. Nach einer Saison in Casa Pia ging er in die Fünftklassigkeit zu CF Benfica, mit dem gleich im ersten Jahr der Aufstieg gelang.

### Nationalmannschaft
Obwohl Jose Semedo in Portugal geboren ist, spielt er trotzdem für sein Heimatland Kap Verde. Sein erstes Länderspiel machte er 1998 im Rahmen der Fußballweltmeisterschafts-Qualifikation 2010.